# سیکلوسارین
سیکلوسارین (به انگلیسی: Cyclosarin) یک ترکیب شیمیایی است. شکل ظاهری این ترکیب، مایع بی‌رنگ است.
سیکلوسارین یا GF یک گاز بینهایت سمی است که به عنوان یک سلاح شیمیایی از نوع عامل عصبی نیز شناخته می‌شود.